# デショーン・ワトソン
デリック・デショーン・ワトソン（Derrick Deshaun Watson, 1995年9月14日- ）は、アメリカ合衆国ジョージア州ゲインズビル出身のプロアメリカンフットボール選手。NFLのクリーブランド・ブラウンズに所属している。ポジションはクォーターバック。

## 経歴

### 大学時代

#### 1年生
2014年にクレムゾン大学に入学。ワトソンは高校時代、背番号は4番を着用してたが、この番号はスティーブ・フラーの永久欠番だった。しかし、ワトソンが着用するということで本人から許可が下りた。1年生時の当初は、先発QBのコール・スタウトの控えだったが、多くの出場機会が与えられた。3試合でパス試投41、パス成功29、パス獲得ヤード479、タッチダウンパス4、インターセプトなしを記録した。これはスタウトの成績を上回り、9月21日には先発QBに抜擢された。ワトソンのキャリアはノースカロライナ大学戦から始まった。この試合でワトソンはタッチダウンパス6、パス獲得ヤード435の大学記録を達成し、50-35で勝利した。
2014年10月11日にルイビル大学戦で右腕を骨折した。第1クォーターは出場していたが、その後は欠場した。怪我によりボストンカレッジ戦、シラキュース大学戦、ウェイクフォレスト大学戦にも欠場することとなった。ジョージア工科大学戦に復帰したが、肘の外側側副靱帯の張りによりほとんど出場しなかった。翌週には練習中に膝に異常があることが発見され、ジョージア州立大学戦に欠場した。しかし、次週に行われたライバル校であるサウスカロライナ大学とのパルメットボウルに復帰した。この試合で勝利した後、ワトソンは左膝前十字靭帯断裂だったことを明かした。その後、オクラホマ大学とのボウルゲームを前に左膝の手術を受けた。

#### 2年生
2015年、ワトソンはチームを12戦全勝に導き、カレッジランキングの1位になった。レギュラーシーズンのあと、ランキング10位のノースカロライナ大学とのACCチャンピオンシップ・ゲームに進出した。ワトソンはパス獲得ヤード289、タッチダウンパス3、ラン獲得ヤード131、タッチダウンラン2を記録し、45-37の勝利に貢献した。2011年以来のACCチャンピオンシップ・ゲームでの勝利だった。また、ワトソンはこの試合のMVPに輝いた。
クレムゾン大学はカレッジフットボールのプレーオフに第1シードで選出され、準決勝のオレンジボウルにて第4シードのオクラホマ大学と対戦した。ワトソンはパス獲得ヤード189、タッチダウンパス1、ラン獲得ヤード145、タッチダウンラン1を記録し、チームを37-17の勝利へと導いた。ワトソンはオレンジボウルの最優秀攻撃選手に選出された。
この勝利で、クレムゾン大学はナショナルチャンピオンシップに進出し、第2シードのアラバマ大学と対戦した。ワトソンはこの試合でパス獲得ヤード405、タッチダウンパス4、ラン獲得ヤード73を記録したが、チームは40-45で敗北した。
ワトソンはシーズンでパス獲得ヤード4,000以上を記録した。ナショナルチャンピオンシップでのディフェンスが強力な相手に対して記録した478ヤード獲得（パス405、ラン73）は、ナショナルチャンピオンシップ記録となった。また、2年生でパス獲得4,000ヤード以上、ラン獲得ヤード1,000を記録したのはカレッジフットボール記録となった。
2015年の活躍により、ワトソンはハイズマン賞のファイナリストとなり、クレムゾン大学ははじめて表彰式に招待された選手となった。ワトソンは、アラバマ大学のランニングバックであるデリック・ヘンリー、スタンフォード大学のランニングバックであるクリスチャン・マカフリーに次いで3位だった。これはクレムゾン大学記録となった。その年に最も活躍したクォーターバックを表彰するデイヴィー・オブライエン賞を受賞した。また、ACC最優秀選手賞、ACC最優秀攻撃選手賞を受賞した。

#### 3年生
ワトソンの3年生のシーズン、オーバーン大学との試合でパス獲得ヤード248、タッチダウンパス1、インターセプト1を記録し、クレムゾン大学は19-13で勝利した。10月1日のルイビル大学戦ではパス獲得ヤード306、タッチダウンパス5、インターセプト3を記録し、チームは42-36で勝利した。10月29日のフロリダ州立大学戦では、パス獲得ヤード378、タッチダウンパス2を記録し、37-34で勝利した。11月5日のシラキュース大学との試合では、パス獲得ヤード169、タッチダウンパス2を記録したが、肩の負傷のため途中欠場した。11月26日のサウスカロライナ大学戦ではパス獲得ヤード347、タッチダウンパス6、インターセプト1を記録し、56-7で勝利した。
ワトソンは、ジェイソン・ホワイトの2003-2004年以来の2年連続のデイヴィー・オブライエン賞受賞となった。また、ジョニー・ユナイタスゴールデンアーム賞を受賞、初のマニング賞を連続受賞となった。2年連続でハイズマン賞の候補者の1人に選ばれた。他の候補者は、ミシガン大学のジャブリル・ペッパーズ、オクラホマ大学のベイカー・メイフィールド、デデ・ウェストブルック、ルイビル大学のラマー・ジャクソン。受賞者はラマー・ジャクソンとなり、ワトソンは2度受賞にかなり迫ったがトロフィーを獲得することはできなかった。
オハイオ州立大学との準決勝、フィエスタボウルにて31-0で勝利し、最優秀攻撃選手を受賞した。続くナショナルチャンピオンシップで第1シードのアラバマ大学を35-31撃破した。ワトソンは全米で最も優れたディフェンスを相手に、パス試投56、パス成功36、パス獲得ヤード420、タッチダウンパス3を記録し、最後の数秒でWRハンター・レンフローにタッチダウンパスを通した。また、ラン獲得ヤード43、タッチダウンラン1を記録した。クレムゾン大学は30年ぶり2回目の全米制覇となった。ワトソンはナショナルチャンピオンシップの最優秀攻撃選手を受賞した。
2016年11月8日、クレムゾン大学のワトソンと他3名（ウェイン・ゴールマン、アルタビス・スコット、マイク・ウィリアムズ）は最終学年を経ずにNFLドラフトに参加することを表明した。2016年12月、ワトソンは3年間でコミュニケーションの学位を取得し、クレムゾン大学を卒業した。

#### 大学時代の通算成績
| 年度 | チーム     | パス      | パス      | パス      | パス        | パス             | パス | パス | パス          | ラン      | ラン        | ラン             | ラン |
| 年度 | チーム     | 成功 回数 | 試投 回数 | 成功 確率 | 獲得 ヤード | 平均 獲得 ヤード | TD   | Int  | レイテ ィング | 試行 回数 | 獲得 ヤード | 平均 獲得 ヤード | TD   |
| ---- | ---------- | --------- | --------- | --------- | ----------- | ---------------- | ---- | ---- | ------------- | --------- | ----------- | ---------------- | ---- |
| 2014 | クレムゾン | 93        | 137       | 67.9      | 1,466       | 10.7             | 14   | 2    | 188.6         | 63        | 200         | 3.2              | 5    |
| 2015 | クレムゾン | 333       | 491       | 67.8      | 4,109       | 8.4              | 35   | 13   | 156.3         | 207       | 1,105       | 5.3              | 12   |
| 2016 | クレムゾン | 388       | 579       | 67.0      | 4,593       | 7.9              | 41   | 17   | 151.1         | 165       | 629         | 3.8              | 9    |
| 計   | 計         | 814       | 1,207     | 67.4      | 10,168      | 8.4              | 90   | 32   | 157.5         | 435       | 1,934       | 4.4              | 26   |

Source:

### ヒューストン・テキサンズ

#### ドラフト
2017年のNFLドラフトでワトソンはヒューストン・テキサンズからドラフト1巡目（全体12位）で指名を受けた。
テキサンズは2017年の全体25位の指名権と2018年の1巡目の指名権をクリーブランド・ブラウンズとトレードして2017年全体12位の指名権を得ることでワトソンを獲得した。それまでの先発QBであるブロック・オズワイラーをすでにブラウンズにトレードに出していた。ドラフトではミッチェル・トゥルビスキー（シカゴ・ベアーズ）、パトリック・マホームズ（カンザスシティー・チーフス）についで3番目に指名されたQBとなった。
2017年5月12日にワトソンとテキサンズは821万ドルのサインボーナスを含む4年1384万ドルの契約を結んだ。

#### 2017年シーズン
2017年9月10日に行われたシーズン開幕戦のジャクソンビル・ジャガーズ戦で、トム・サベージに代わって後半からNFL初出場。3Qにはデアンドレ・ホプキンスに4ヤードパスを通し、自身NFL初のタッチダウンパスを記録した。パス獲得ヤード102、タッチダウンパス1、インターセプト1を記録し、チームは7-29で敗れた。
ワトソンのキャリアは彼の22歳の誕生日である2017年9月14日に行われたシンシナティ・ベンガルズとのサーズデーナイトフットボールから始まった。パス獲得ヤード125、ラン獲得ヤード67、49ヤードのタッチダウンランを記録し、テキサンズは13-9で勝利した。第3週に行われたスーパーボウル優勝チームであるニューイングランド・ペイトリオッツとの試合では、パス獲得ヤード301、タッチダウンパス2、インターセプト2、ラン獲得ヤード41を記録し、テキサンズは33-36で敗戦した。第4週のテネシー・タイタンズ戦では、パス試投34、パス成功25、パス獲得ヤード283、タッチダウンパス4、インターセプト1、ラン獲得ヤード24、タッチダウンラン1を記録し、57-14でテキサンズ勝利に貢献した。この新人QBによる5個のタッチダウンはNFL新記録となった。タッチダウンパス4以上とタッチダウンラン1を新人QBが達成したのは1961年にミネソタ・バイキングスの殿堂入り選手フラン・ターケントンが達成して以来はじめて。この第4週の活躍によってワトソンはAFC週間最優秀選手を受賞した。第4週に続いてカンザスティ・チーフスとの第5週NBCサンデーナイトフットボールでも活躍した。チームは42-34の敗戦の終わったが、ワトソンはパス試投31、パス成功16、パス獲得ヤード261、ラン獲得ヤード31、2ポイントコンバージョン成功を記録し、タッチダウンパス5は新人QBによるNFL新記録となった。第6週ではパス獲得ヤード225、タッチダウンパス3、インターセプト1、ラン獲得ヤード23を記録し、33-17でテキサンズは勝利した。バイウィークを挟み、第8週はシアトル・シーホークスと対戦し、ワトソンは自身はじめてのパス獲得ヤード400以上を記録した。パス獲得ヤード402、タッチダウンパス4、インターセプト3、ラン獲得ヤード67を記録したがチームは38-41で敗戦した。ワトソンは10月にタッチダウンパスを16個を決め、新人QBによる月間タッチダウン数のNFL新記録となった。また、AFC月間優秀選手、NFL月間最優秀新人選手に選ばれた。
11月2日の練習において、コンタクトなしのプレーで右膝前十字靭帯断裂の重傷で、ルーキーシーズンが終了となった。出場した7試合（うち6試合先発）で、パス獲得ヤード1,699、タッチダウンパス19、インターセプト8、ラン獲得ヤード269、タッチダウンラン2を記録した。11月8日に右膝の手術を受け、成功した。ワトソンは en:NFL Top 100 Players of 2018で50位にランキングされ、PFWAオールルーキーを受賞し、テキサンズではデビッド・カーが2002年に受賞して以来、2人目のQBでの受賞者となった。

#### 2018年シーズン

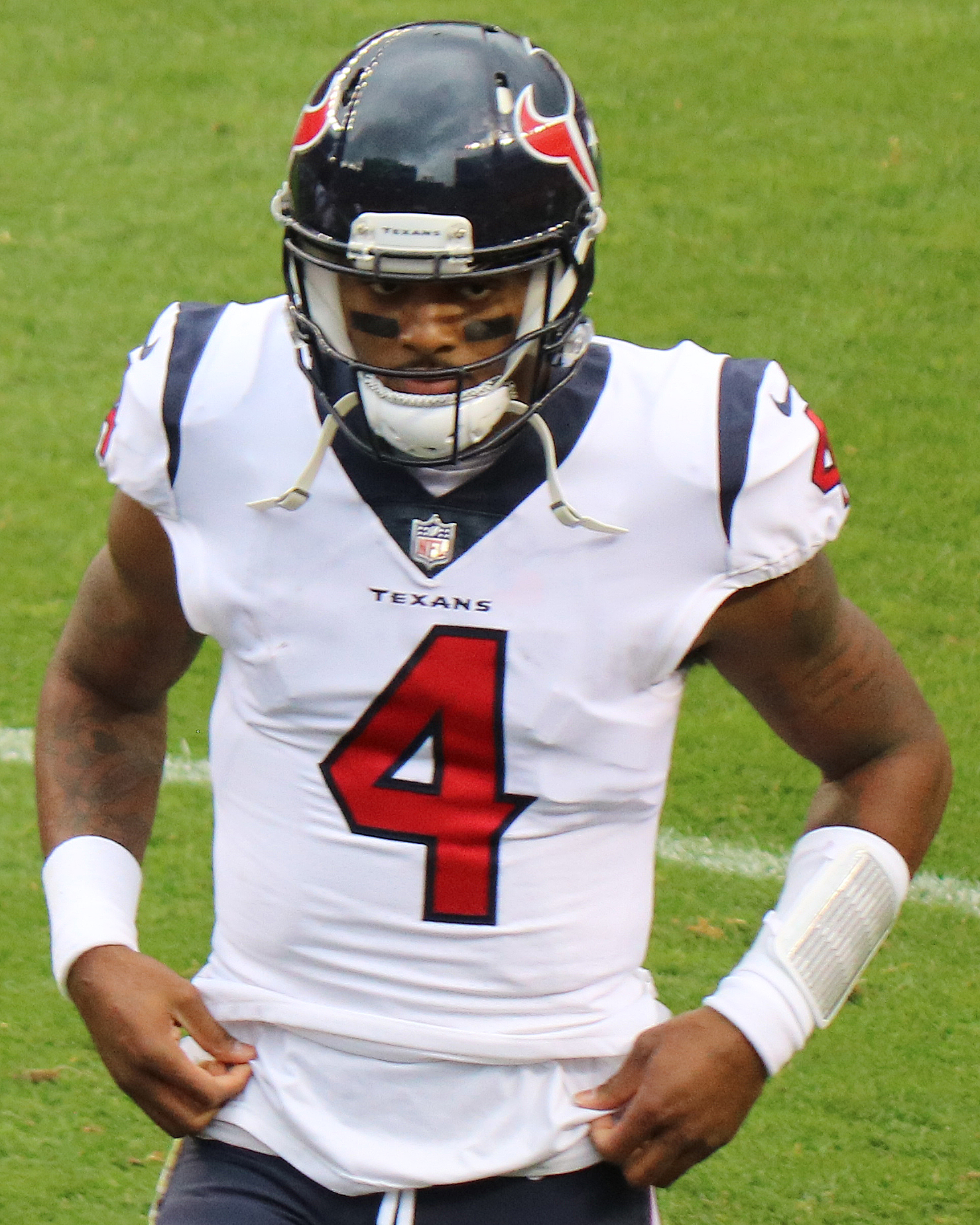
2018年

2018年9月9日のニューイングランド・ペイトリオッツとの開幕戦において、ワトソンは怪我から復帰し、パス獲得ヤード176、タッチダウンパス1、インターセプト1、ラン8回で40ヤード獲得を記録したが、チームは20-27で敗戦した。テネシー・タイタンズとの第2週は、パス獲得ヤード310、タッチダウンパス2、インターセプト1、ラン獲得ヤード44を記録したがチームは17-20で敗戦した。ニューヨーク・ジャイアンツとの第3週は、パス獲得ヤード375、タッチダウンパス2、インターセプト1、ラン獲得ヤード41、タッチダウンラン1を記録し、テキサンズは延長戦の末、37-34で勝利した。第5週のダラス・カウボーイズ戦では、パス獲得ヤード375、タッチダウンパス1、インターセプト1を記録し、延長戦を経て19-16で勝利した。バッファロー・ビルズとの第6週では、パス獲得ヤード177、タッチダウンパス1、インターセプト2を記録し、13-10でテキサンズが競り勝った。この試合、ワトソンは肋骨と肺の一部を故障したままプレーをしていた。試合後、飛行機の空気圧の懸念してバスで12時間かけてヒューストンからジャクソンビルまで移動した。第7週のジャクソンビル・ジャガーズとの試合では、パス獲得ヤード139、タッチダウンパス1を記録し、20-7で勝利した。第8週のマイアミ・ドルフィンズ戦では、自身最高記録となるタッチダウンパス5を記録し、2試合連続でインターセプトなしを達成。テキサンズは42-23で圧勝した。第9週のデンバー・ブロンコス戦では、パス試投17、パス成功14、パス獲得ヤード213、タッチダウンパス2を記録し、テキサンズは19-17で勝利した。バイウィークを挟み、第11週のワシントン・レッドスキンズ戦では、パス獲得ヤード208、タッチダウンパス1、インターセプト2を記録し、チームは23-21で勝利し、連勝を7まで延ばした。第12週では、パス獲得ヤード210、タッチダウンパス2、ラン獲得ヤード70を記録し、テネシー・タイタンズに34-17で勝利した。クリーブランド・ブラウンズとの第13週にも29-13で勝利し、連勝を延ばした。ワトソンはパス獲得ヤード224
タッチダウンパス1を記録した。続く第14週の試合では、同地区のライバルであるインディアナポリス・コルツと対戦し、ワトソンはパス獲得ヤード267、タッチダウンパス1を記録するも21-24でシーズン4敗目を喫した.。第15週のニューヨーク・ジェッツ戦では、パス獲得ヤード294、タッチダウンパス2を記録し、29-22で勝利した。フィラデルフィア・イーグルスのとロード最終戦では32-30で惜敗したが、ワトソンはパス獲得ヤード339、タッチダウンパス2、ラン獲得ヤード49、タッチダウンラン2を記録した。レギュラーシーズン最終戦でテキサンズはジャクソンビル・ジャガーズと対戦し、20-3で勝利した。ワトソンはパス獲得ヤード234を記録した。ランでも66ヤード獲得し、NFLプレーオフ進出を決めた。
ワトソンはシーズンで自身最高記録となるパス獲得ヤード4,165、タッチダウンパス26、インターセプト9、ラン獲得ヤード551、タッチダウンラン5を記録した。ワトソンはリーグ平均よりも長くOLのポケットのなかにとどまり、その平均時間はリーグ2位だった。これは過去最多の281プレッシャー下でのドロップバック数281、過去5位タイのQBサック62を記録する大きな要因となった。
ワトソンにとってはじめてとなるポストシーズンでの試合は、同地区のライバルであるインディアナポリス・コルツとのホーム戦となったが、21-7で敗戦した。この試合でワトソンは、パス試投49、パス成功29、パス獲得ヤード235を記録した。
2019年1月21日、ワトソンはスーパーボウルに出場するトム・ブレイディに代わってプロボウルに選出された。en:NFL Top 100 Players of 2019では51位にランキングされた。

#### 2019年シーズン
マンデーナイトフットボールとなったニューオーリンズ・セインツのと開幕戦は、パス試投30、パス成功20、パス獲得ヤード268、タッチダウンパス3、インターセプト1、ラン獲得ヤード40、タッチダウンランを記録したが、テキサンズは30-28で惜敗した。第3週のロサンゼルス・チャージャーズとの試合は27-20で勝利した。ワトソンはパス獲得ヤード361、タッチダウンパス3（タイトエンドのジョーダン・エイキンスへの53ヤードTDパスを含む）を記録した。この華々しい活躍によって、AFC週間最優秀攻撃選手を受賞した。2週間後のアトランタ・ファルコンズ戦では、パス獲得ヤード426、タッチダウンパス5、インターセプトなしで、QBパサーレイティングにおいて満点を記録した。ワトソンは2度目のAFC週間最優秀攻撃選手を受賞し、チームは53-32で勝利した。続く第6週のカンザスシティ・チーフスのと試合では、パス獲得ヤード280、タッチダウンパス1、インターセプト2、ラン10回で42ヤード獲得、タッチダウンラン2を記録し、テキサンズは31-24で勝利した。第8週のオークランド・レイダースのと試合では、パス獲得ヤード279、タッチダウンパス3を記録し、27-24で勝利した。第4クォーターの終わりで、ワトソンはQBサックを避ける際にアーデン・キーのスパイクが目に当たっており、よく見えないままタイトエンドのダレン・フェルズにタッチダウンパスを通した。第13週のニューイングランド・ペイトリオッツとのNBCサンデーナイトフットボールでは、パス獲得ヤード234、タッチダウンパス3と、ワイドレシーバーであるディアンドレ・ホプキンスからの6ヤードタッチダウンレシーブを記録し、28-22で勝利した。ワトソンはこのシーズンで3回目のAFC週間最優秀攻撃選手を受賞した。ワトソンの活躍によりテキサンズは10勝6敗でAFC南地区優勝を達成した。シーズン通算では、パス獲得ヤード3,852、タッチダウンパス26、インターセプト12、ラン獲得ヤード413、タッチダウンラン6を記録した 。
バッファロー・ビルズとのワイルドカードプレーオフでは、7回のQBサックがありながら0-16から22-19で逆転勝利した。延長戦で、ワトソンは2人のディフェンスに囲まれながらもQBサックを避け、タイワン・ジョーンズへパスを通し、FG成功により勝利を決めた。ワトソンは自身はじめてのプレーオフでの勝利となった。

#### 2021年シーズン
ワトソンはフロントやコーチの変更を理由として、シーズン当初からトレードを希望した。ワトソンにセクシャルハラスメント容疑が持ち上がり、ワトソンは2021年シーズンには1試合もプレーしなかった。

### クリーブランド・ブラウンズ
2022年3月18日、クリーブランド・ブラウンズから2022年ドラフトの1巡目指名権、2023年ドラフトの1巡目、3巡目指名権、2024年ドラフトの1巡目、4巡目指名権をテキサンズに、テキサンズからブラウンズにはワトソンと2024年ドラフト5巡目指名権を渡すトレードが成立した。またワトソンは新たに5年、2億3000万ドル保証の契約をブラウンズと結ぶこととなった。

#### 2022年シーズン
2022年8月1日、ワトソンのセクシャルハラスメント行為に対し、6試合の出場停止処分が下された。その後、NFLがより厳しい処分を求めて上訴した結果、11試合の出場停止処分と500万ドルの罰金が課せられた。
2022年12月4日、出場停止処分が終了し、チームとしての12試合目となるテキサンズ戦で今季初めて出場して先発し27-14で勝利を収めた。プレーオフ進出はならなかった。

#### 2023年シーズン
肩の痛みを抱えながらプレーするも、チームが6勝3敗と好調に進んだ時点で肩の手術を受けてシーズン終了となった。

#### 2024年シーズン
2024年10月20日のシンシナティ・ベンガルズ戦、ドロップバックしたところで右足アキレス腱断裂の重傷を負い、シーズン中は復帰できなかった。さらにアキレス腱を再断裂し、2025年シーズンもかなりの試合を欠場する見込みとなった。

## 詳細情報

### 年度別成績

#### レギュラーシーズン
| 年度     | チーム   | 背 番 号 | 試合 | 試合 | パス      | パス      | パス      | パス        | パス             | パス | パス | パス          | ラン      | ラン        | ラン             | ラン | ファンブル    | ファンブル |
| 年度     | チーム   | 背 番 号 | 出場 | 先発 | 成功 回数 | 試投 回数 | 成功 確率 | 獲得 ヤード | 平均 獲得 ヤード | TD   | Int  | レイテ ィング | 試行 回数 | 獲得 ヤード | 平均 獲得 ヤード | TD   | ファン ブル数 | ロスト     |
| -------- | -------- | -------- | ---- | ---- | --------- | --------- | --------- | ----------- | ---------------- | ---- | ---- | ------------- | --------- | ----------- | ---------------- | ---- | ------------- | ---------- |
| 2017     | HOU      | 4        | 7    | 6    | 126       | 204       | 61.8      | 1,699       | 8.3              | 19   | 8    | 103.0         | 36        | 269         | 7.5              | 2    | 3             | 1          |
| 2018     | HOU      | 4        | 16   | 16   | 345       | 505       | 68.3      | 4,165       | 8.2              | 26   | 9    | 103.1         | 99        | 551         | 5.6              | 5    | 9             | 3          |
| 2019     | HOU      | 4        | 15   | 15   | 333       | 495       | 67.3      | 3,852       | 7.8              | 26   | 12   | 98.0          | 82        | 413         | 5.0              | 7    | 10            | 3          |
| 2020     | HOU      | 4        | 16   | 16   | 382       | 544       | 70.2      | 4,823       | 8.9              | 33   | 7    | 112.4         | 90        | 444         | 4.9              | 3    | 8             | 3          |
| 2022     | CLE      | 4        | 6    | 6    | 99        | 170       | 58.2      | 1,102       | 6.5              | 7    | 5    | 79.1          | 36        | 175         | 4.9              | 1    | 1             | 0          |
| 2023     | CLE      | 4        | 6    | 6    | 105       | 171       | 61.4      | 1,115       | 6.5              | 7    | 4    | 84.3          | 26        | 142         | 5.5              | 1    | 5             | 2          |
| 2024     | CLE      | 4        | 7    | 7    | 137       | 216       | 63.4      | 1,148       | 5.3              | 5    | 3    | 79.0          | 31        | 148         | 4.8              | 1    | 5             | 3          |
| NFL：7年 | NFL：7年 | NFL：7年 | 73   | 72   | 1,527     | 2,305     | 66.2      | 17,904      | 7.8              | 123  | 48   | 98.8          | 400       | 2,142       | 5.4              | 20   | 41            | 15         |

- 2024年度シーズン終了時
- 太字は自身最高記録
- ■はリーグ最高記録

#### ポストシーズン
| 年度 | チーム | 試合 | 試合 | パス      | パス      | パス      | パス        | パス             | パス | パス | パス          | ラン      | ラン        | ラン             | ラン | ファンブル    | ファンブル |
| 年度 | チーム | 出場 | 先発 | 成功 回数 | 試投 回数 | 成功 確率 | 獲得 ヤード | 平均 獲得 ヤード | TD   | Int  | レイテ ィング | 試行 回数 | 獲得 ヤード | 平均 獲得 ヤード | TD   | ファン ブル数 | ロスト     |
| ---- | ------ | ---- | ---- | --------- | --------- | --------- | ----------- | ---------------- | ---- | ---- | ------------- | --------- | ----------- | ---------------- | ---- | ------------- | ---------- |
| 2018 | HOU    | 1    | 1    | 29        | 49        | 59.1      | 235         | 4.8              | 1    | 1    | 69.7          | 8         | 76          | 9.5              | 0    | 0             | 0          |
| 2019 | HOU    | 2    | 2    | 51        | 77        | 66.2      | 635         | 8.2              | 3    | 0    | 104.6         | 20        | 92          | 4.6              | 2    | 1             | 0          |
| 計   | 計     | 3    | 3    | 80        | 126       | 63.5      | 870         | 6.9              | 4    | 1    | 91.0          | 28        | 168         | 6.0              | 2    | 1             | 0          |

- 2024年度シーズン終了時

Source:

### 達成記録

#### NFL記録
- 新人QBによる1試合タッチダウンパス数：5（レイ・ビュイビッド（英語版）、マシュー・スタッフォード、ジェイミス・ウィンストン、ダニエル・ジョーンズとタイ記録）[106]
- 新人QBによる月間タッチダウンパス数：16
- 1試合でパス獲得ヤード400以上、タッチダウンパス4以上、ラン獲得ヤード50以上をはじめて達成（2017年第8週）[107]
- 最初の2年で5タッチダウンパスの試合を複数回記録をはじめて達成
- 1シーズンでパス獲得ヤード4000以上、タッチダウンパス25以上、ラン獲得ヤード500以上、ランタッチダウン5をはじめて達成
- パス獲得ヤード6,500以上とラン獲得ヤード500以上を最速で達成（26試合）
- タッチダウンパス50以上とランタッチダウン10を最速で達成
- 2試合連続パス獲得ヤード375以上、ラン獲得ヤード35以上をはじめて達成
- 新人QBによる7試合でのタッチダウンパス数：19
- 新人QBによる5試合でのタッチダウンパス数：18[108]
- 新人QBによる連続タッチダウンパス3以上：4試合[109]
- 1試合でパス獲得ヤード375以上、ラン獲得ヤード40以上を連続達成：3（スティーブ・ヤングとタイ記録）
- 新人QBによるパス獲得ヤード300以上、ラン獲得ヤード40以上をはじめてシーズンで2度達成

#### ヒューストン・テキサンズ記録
- 新人QBによるタッチダウンパス数：5（2017年10月8日カンザスシティ・チーフス戦）[106]
- 新人QBによるシーズンタッチダウンパス数：19[110]
- 連続タッチダウンパス：20試合
- 新人QBによるパス獲得ヤード：301
- 新人QBによるQBパスレイティング：103.1
- 新人QBによる1試合タッチダウンパス3以上をはじめて達成
- 最初の2試合でタッチダウンパスとランタッチダウンの両方をはじめて達成
- 1試合でパス獲得ヤード300以上、ラン獲得ヤード40以上をはじめて達成
- QBによるランタッチダウン数：12

## 私生活
ワトソンはキリスト教徒であり、ヒューストンに来てからは南部バプテスト派の信者となった。2007年にアトランタ・ファルコンズのランニングバックであるウォリック・ダンからハビタット・フォー・ヒューマニティを通じて寄附を受けた。2017年には、ハリケーン・ハービーの被害を受けた3人のNRGスタジアムにあるカフェテリアの従業員を最初の試合に招待した。寄付金の総額は2,700ドルだった。